# Nicolas Möbus
Nicolas Möbus (* 17. Dezember 1998) ist ein deutscher Basketballspieler.

## Laufbahn
Nachdem Möbus in der Nachwuchsabteilung des TSV Crailsheim gespielt hatte, wechselte er in den Jugendbereich des Bundesligisten Ratiopharm Ulm. Im Spieljahr 2015/16 feierte er seinen Einstand bei den Weißenhorn Youngstars in der 2. Bundesliga ProB. Die Weißenhorner Mannschaft diente dem Ulmer Bundesligisten, um Nachwuchsspieler an höhere Aufgaben heranzuführen. Mit Weißenhorn gewann Möbus in der Saison 2016/17 den Meistertitel in der 2. Bundesliga ProB. Nach dem Aufstieg in die 2. Bundesliga ProA wurde die Mannschaft in OrangeAcademy umgetauft und nach Ulm verlegt. Im Spieljahr 2017/18 musste Möbus mit der Ulmer Nachwuchsfördermannschaft den Abstieg aus der 2. Bundesliga ProA hinnehmen.
Im Sommer 2019 schloss er sich den ScanPlus Baskets Elchingen (2. Bundesliga ProB) an. Mit Elchingen wurde er in der Südstaffel der ProB Meister der wegen der Ausbreitung des Coronavirus SARS-CoV-2 Mitte März 2020 vorzeitig beendeten Saison 2019/20. 2021 wurde er Mitglied der TSG Schwäbisch Hall 1844 (2. Regionalliga).